# Icebreaker
Icebreaker er den tredje James Bond-bog af John Gardner. Den udkom første gang i 1983.

## Plot
Den nationalsocialistiske aktionsarme (NSAA) ledet af den gamle nazist Arne Tudeer alias Grev Konrad von Glöda udfører terrorangreb mod kommunister på stribe. KGB lokaliserer deres hovedkvarter til nær den russisk-finske grænse og beder kollegaerne fra Mossad, CIA og SIS om hjælp. Bond udsendes som SIS's repræsentant, men oppe i de iskolde snedækkede grænseegne må han indse, at alle hans kollegaer spiller dobbeltspil med hver deres hensigter.